# Diploaspis
Diploaspis ist eine ausgestorbene Gattung aus der Ordnung Chasmataspidida innerhalb der Kieferklauenträger (Chelicerata).

## Merkmale
Das Preabdomen ist fast rechteckig in seiner Form, ebenso wie das Prosoma, und etwa genauso groß wie das Prosoma, welches seitlich in kurzen Stacheln endet. Das Postabdomen verjüngt sich leicht nach hinten hin. Der Telson ist abgerundet und endet in einem kleinen Stachel.

## Fundorte
Vertreter der Gattung Diploaspis wurden in Deutschland gefunden.

## Systematik
Ein Synonym zu Diploaspis ist Heteroaspis Størmer, 1972. Man unterscheidet zurzeit zwei Arten:
- Diploaspis casteri Størmer, 1972
- Diploaspis muelleri Poschmann, Anderson & Dunlop, 2005